# 塩尻浩規
塩尻 浩規（しおじり ひろのり、1月29日 - ）は、日本の男性声優。群馬県出身。マウスプロモーション所属。

## 略歴
2015年に81ACTOR'S STUDIOを卒業。同年、マウスプロモーション附属俳優養成所に入所し、2017年4月1日からマウスプロモーション所属。

## 人物
趣味・特技は声帯模写、モノマネ、野球、カラオケ、ラジオ。

## 出演
太字はメインキャラクター。

### テレビアニメ
2017年
- AKIBA'S TRIP -THE ANIMATION-（アニオタB）
- アトム ザ・ビギニング（観客1、客C、山田とゆかいな仲間たち3）
- 十二大戦（男A）
- パズドラクロス（部下）

2018年
- citrus（男性教師B）
- LOST SONG（王都民、敵兵、王都兵）
- 名探偵コナン（刑事）
- ISLAND
- あかねさす少女（兵士）
- 刀使ノ巫女

2019年
- ジョジョの奇妙な冒険 黄金の風（救急隊員）
- 愛玩怪獣
- イナズマイレブン オリオンの刻印（析谷共有）
- かつて神だった獣たちへ（兵士B）

2020年
- 宝石商リチャード氏の謎鑑定（サラリーマン）

2021年
- 吸血鬼すぐ死ぬ（2021年 - 2023年、ホームランバッター） - 2シリーズ

2022年
- フットサルボーイズ!!!!!（観客1、審判、記者2）
- ドラえもん（テレビ朝日版第2期）（記者）
- トモダチゲーム（不良B）
- 遊☆戯☆王ゴーラッシュ!!
- 弱虫ペダル LIMIT BREAK（観客）

2023年
- 鬼滅の刃 刀鍛冶の里編
- わたしの幸せな結婚
- 君のことが大大大大大好きな100人の彼女（男子A）
- 冒険者になりたいと都に出て行った娘がSランクになってた（執事）

2024年
- 声優ラジオのウラオモテ（男性ファン）
- 狼と香辛料 MERCHANT MEETS THE WISE WOLF（村人）

2025年
- 勘違いの工房主〜英雄パーティの元雑用係が、実は戦闘以外がSSSランクだったというよくある話〜（馬車アナウンス、市場の男性）
- 気絶勇者と暗殺姫（依頼人）

### 劇場アニメ
- 劇場版イナズマイレブンGO vs ダンボール戦機W ギャグ外伝（2012年、クラーク・ワンダバット）
- 映画 キラキラ☆プリキュアアラモード パリッと!想い出のミルフィーユ!（2017年、男性）[11]
- バースデー・ワンダーランド（2019年、酔っ払い）
- Gのレコンギスタ II ベルリ 撃進（2020年、パイロット）

### Webアニメ
- 衛宮さんちの今日のごはん（2018年、役員）
- マウスどうぶつえん（2018年  -  、パグのひろのり / マウスプロパープル）
- ニンジャラ 美しき侵入者（2020年、ひったくり犯）

### ゲーム
2010年代
- スターオーシャン5 -Integrity and Faithlessness-（2016年、テストボイス）
- 12歳。〜恋するDiary〜（2016年、新聞部）

2020年代
- キャプテン翼 RISE OF NEW CHAMPIONS（2020年、ステファン・レヴィン、プレイヤーキャラクター）
- 真・女神転生III NOCTURNE HD REMASTER（2020年）
- 鬼滅の刃 ヒノカミ血風譚（2021年）
- ジョジョの奇妙な冒険 オールスターバトルR（2022年、カーズの手下A）
- クッキーラン:キングダム（2024年、マーキュリーナイトクッキー）
- メタファー:リファンタジオ（2024年）
- プロジェクトセカイ カラフルステージ! feat. 初音ミク（2025年）

### ドラマCD
- MAUSU THEATER

### オーディオブック
- 億男（2017年、チャップリン）
- 玩具修理者（2019年、朗読）
- 壺霊 上巻・下巻（2019年、朗読）
- 浅見光彦シリーズ
  - 後鳥羽伝説殺人事件（2019年、朗読）
  - 天河伝説殺人事件（2020年、朗読）

### 吹き替え

#### テレビドラマ
- HERE AND NOW〜家族のカタチ〜（マイケル）
- ブリティッシュ ベイクオフ（イアン、スチュー）

### シリーズ一覧
1. ↑  第1期（2021年）、第2期『2』（2023年）

### 初出話一覧
1. ↑  第5話初出
2. ↑  第11話初出
3. 1 2  第1話初出
4. 1 2  第7話初出
5. ↑  第21話初出
6. ↑  第4話初出
7. ↑  第9話初出